# ヘル・イン・ア・セル
ヘル・イン・ア・セル（Hell in a Cell）は、アメリカのプロレス団体WWEで行われる様々な試合形式のうちの一つであり、最も危険で残酷な試合形式として知られている。

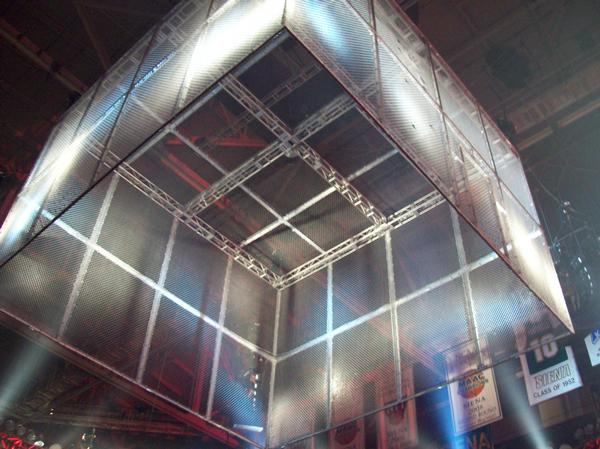
ヘル・イン・ア・セルの金網

## 概要
通常のケージ・マッチ（金網デスマッチ）で使用されるケージに天井が設置されているのが大きな特徴であり、エプロンとケージの間には場外乱闘の為の狭いスペースが設けられている。WWEで使用される通常のケージよりもサイズはいくらか大きくなっている。勝敗はフォール、ギブアップで決まり、ケージ内から脱出しても勝利とはならない。ケージが存在する以外にはハードコアマッチと同じルールで反則裁定なし、かつエニウェアフォールが適用され、天井の上で試合が決着する事もある。ケージの入り口となっているドアには鍵がかけられるが、ケージ内にいるレスラーにこじ開けられたり、レスラーのセコンドが鍵を開けてしまうケースも多々ある。
ヘル・イン・ア・セル戦の最大の見せ場はレスラー同士の天井での攻防であり、特にキング・オブ・ザ・リングでジ・アンダーテイカーがマンカインドを天井から落下させた瞬間はWWE史上に残るショッキングな場面として知られている。
プロレスには多種多様な試合形式が存在するが、それらの中でも最も危険な試合形式と言われており、「Devil's playground（悪魔の遊び場）」とも呼ばれる。また、ジ・アンダーテイカーは史上初のヘル・イン・ア・セル戦に出場した上に、史上最多8度のヘル・イン・ア・セル出場を果たし、前述のようにマンカインドを天井から落下させるなど衝撃的な活躍をし続けているため、ヘル・イン・ア・セルは「Deadman's playground（デッドマンの遊び場）」とも呼ばれている。

## 歴史
1997年10月5日に開催されたバッド・ブラッド
でのショーン・マイケルズ対ジ・アンダーテイカー戦が最初の試合である。現在ではヘル・イン・ア・セルの見せ場となっている天井での攻防と落下はこの最初の試合から行われており、マイケルズが天井から降りる為にケージにぶら下がっている所でテイカーに腕を攻撃されて実況席のテーブルに落下している。なお、この試合の終盤にケインがWWFに初登場し、ジ・アンダーテイカーにツームストーン・パイルドライバーを浴びせた。
1998年6月28日に開催されたキング・オブ・ザ・リングでのジ・アンダーテイカー対マンカインド戦はWWE史上に残る伝説の試合となった。試合開始直後からテイカーとマンカインドの天井での攻防が始まり、追い詰められたマンカインドは天井から落とされて地上に設置されていた実況テーブルに落下した。この時点でマンカインドは重傷を負っていたが、再び自分の意思で天井に登ってテイカーと対峙。しかしすぐにテイカーのフィニッシュ・ムーブであるチョークスラムを浴び、その衝撃でケージが破れ、地上のリングに落下した。その時凶器として自分で用意したイスが顔面に落下し、下唇が裂けた。その後リング上でマンカインドは猛烈な反撃を試みるが、最後はリングにばら撒かれていた画鋲の上にチョークスラムを浴び、ツームストーン・パイルドライバーで敗北した。
1999年3月28日に開催されたWrestleMania XVでのジ・アンダーテイカー対ビッグ・ボスマン戦では、試合終了後にボスマンがケージの上から吊られたロープで首を吊られる演出があった。
2000年12月10日に開催されたアルマゲドンではヘル・イン・ア・セル史上初の6人同時に対戦するArmageddon Hell in a Cellが行われた。出場者はカート・アングル、ジ・アンダーテイカー、ザ・ロック、ストーン・コールド・スティーブ・オースチン、トリプルH、リキシといずれもWWFを代表するトップレスラーである。この試合ではリキシが天井から場外のトラックの荷台に転落している。試合はカートがロックをピンフォールして、WWF王座を防衛している。
2002年5月19日に開催されたジャッジメント・デイでのトリプルH対クリス・ジェリコ戦は2リーグ分裂後初のヘル・イン・ア・セル戦で、トリプルHが天井の上でジェリコにペディグリーを見舞い勝利、現在のところ唯一天井の上で試合が決着した試合である。この試合から2009年現在までヘル・イン・ア・セルでの天井の攻防が行われていない。（試合終了後のアピールで天井に登る事はある。）
2004年6月13日に開催されたバッド・ブラッドでのトリプルH対ショーン・マイケルズ戦は47分26秒というヘル・イン・ア・セル史上最長の試合時間を記録している。
2006年9月17日に開催されたアンフォーギヴェンでのD-ジェネレーションX対ミスター・マクマホン＆シェイン・マクマホン＆ビッグ・ショー戦は史上初のハンディキャップ形式のヘル・イン・ア・セルとなった。この試合より、金網檻が新型に変更された。金網の目が以前より細かくなるなど幾つかの変更点が見られるが、最大の特徴は天井が以前の物よりかなり高く設定されているのが大きな特徴である。おそらくは空中技を出し易くさせると共に、将来的に天井上での攻防を防止するものであると推測される。

## 試合結果
- 1997年10月5日 Badd Blood: In Your House

○ショーン・マイケルズ vs ジ・アンダーテイカー●（ケインのテイカーへの襲撃による）
- 1998年6月15日 RAW

△ジ・アンダーテイカー＆"ストーンコールド" スティーブ・オースチン vs マンカインド＆ケイン△
- 1998年6月28日 King of the Ring 1998

○ジ・アンダーテイカー vs マンカインド●
- 1998年8月24日 RAW

△マンカインド vs ケイン△
- 1999年3月28日 レッスルマニアXV

○ジ・アンダーテイカー vs ビッグ・ボスマン●
- 2000年2月27日 No Way Out 2000

WWF王座戦
○トリプルH(c) vs カクタス・ジャック●
トリプルHがWWF王座を防衛
- 2000年12月10日 Armageddon 2000

WWF王座戦
○カート・アングル(c) vs ザ・ロック● vs "ストーンコールド" スティーブ・オースチン vs トリプルH vs ジ・アンダーテイカー vs リキシ
カート・アングルがWWE王座を防衛
- 2002年5月19日 Judgment Day 2002

○トリプルH vs クリス・ジェリコ●
- 2002年10月20日 No Mercy 2002

WWE王座戦
○ブロック・レスナー(c) vs ジ・アンダーテイカー●
ブロック・レスナーがWWE王座を防衛
- 2003年6月15日 Bad Blood 2003

世界ヘビー級王座戦
○トリプルH(c) vs ケビン・ナッシュ● 特別レフェリー ミック・フォーリー
トリプルHが世界ヘビー級王座を防衛
- 2004年6月13日 Bad Blood 2004

○トリプルH vs ショーン・マイケルズ●
- 2005年6月26日 Vengeance 2005

世界ヘビー級王座戦
○バティスタ(c) vs トリプルH●
バティスタが世界ヘビー級王座を防衛
- 2005年12月18日 Armageddon 2005

○ジ・アンダーテイカー vs ランディ・オートン●
- 2006年9月17日 Unforgiven 2006

○D-ジェネレーションX（ショーン・マイケルズ＆トリプルH） vs ミスター・マクマホン＆シェイン・マクマホン＆ビッグ・ショー●
- 2007年11月18日 Survivor Series 2007

世界ヘビー級王座戦
○バティスタ(c) vs ジ・アンダーテイカー●（エッジのテイカーへの襲撃による）
バティスタが世界ヘビー級王座を防衛
- 2008年8月17日 SummerSlam 2008

○ジ・アンダーテイカー vs エッジ●
- 2009年10月4日 WWE Hell in a Cell 2009

世界ヘビー級王座戦
●CMパンク(c) vs ジ・アンダーテイカー○
ジ・アンダーテイカーが世界ヘビー級王座を獲得
- 2009年10月4日 WWE Hell in a Cell 2009

WWE王座戦
●ジョン・シナ(c) vs ランディ・オートン○
ランディ・オートンがWWE王座を獲得
- 2009年10月4日 WWE Hell in a Cell 2009

○D-ジェネレーションX（ショーン・マイケルズ＆トリプルH） vs レガシー（コーディ・ローデス＆テッド・デビアス）●
- 2010年10月3日 WWE Hell in a Cell 2010

WWE王座戦
○ランディ・オートン(c) vs シェイマス●
ランディ・オートンがWWE王座を防衛
- 2010年10月3日 WWE Hell in a Cell 2010

世界ヘビー級王座戦
○ケイン(c) vs ジ・アンダーテイカー (w / ポール・ベアラー)●
ケインが世界ヘビー級王座を防衛
- 2011年9月26日 Raw SuperShow

WWE王座戦
○ジョン・シナ(c) vs アルベルト・デル・リオ vs CMパンク vs　ドルフ・ジグラー vs ジャック・スワガー (テレビ未放送)
- 2011年10月2日 WWE Hell in a Cell 2011

世界ヘビー級王座戦
○マーク・ヘンリー(c) vs ランディ・オートン●
マーク･ヘンリーが世界ヘビー級王座を防衛
- 2011年10月2日 WWE Hell in a Cell 2011

WWE王座戦
ジョン・シナ(c) vs ●CMパンク vs アルベルト・デル・リオ○
アルベルト・デル・リオがWWE王座を獲得
- 2012年4月1日 レッスルマニアXXVIII

○ジ・アンダーテイカー vs トリプルH●  (スペシャルレフェリー：ショーン・マイケルズ)
- 2012年10月28日 WWE Hell in a Cell 2012

WWE王座戦
○CMパンク(c)(w / ポール・ヘイマン) vs ライバック●
レフェリーのブラッド・マドックスが王者側の勝利に加担
- 2013年10月27日 WWE Hell in a Cell 2013

○CMパンク vs ライバック＆ポール・ヘイマン●
- 2013年10月27日 WWE Hell in a Cell 2013

WWE王座戦
○ランディ・オートン vs ダニエル・ブライアン●
結果的にレフェリーのショーン・マイケルズが王者側の勝利に加担
- 2014年10月26日 WWE Hell in a Cell 2014

WWE世界ヘビー級王座第一挑戦者決定戦
○ジョン・シナ vs ランディ・オートン●
- 2014年10月26日 WWE Hell in a Cell 2014

○セス・ロリンズ(w / ジェイミー・ノーブル&ジョーイ・マーキュリー) vs ディーン・アンブローズ●
- 2015年10月25日 WWE Hell in a Cell 2015

○ロマン・レインズ vs ブレイ・ワイアット●
- 2015年10月25日 WWE Hell in a Cell 2015

○ブロック・レスナー(w/ポール・ヘイマン) vs ジ・アンダーテイカー●
- 2016年4月3日 レッスルマニア32

○ジ・アンダーテイカー vs シェイン・マクマホン●
- 2016年10月30日 WWE Hell in a Cell 2016

ユナイテッドステイツ王座戦
○ロマン・レインズ(c) vs ルセフ(w/ラナ)●
レインズが王座を防衛
- 2016年10月30日 WWE Hell in a Cell 2016

WWEユニバーサル王座戦
○ケビン・オーエンズ(w/クリス・ジェリコ)(c) vs セス・ロリンズ●
オーエンズが王座を防衛
- 2016年10月30日 WWE Hell in a Cell 2016

WWEロウ女子王座戦
●サーシャ・バンクス(c) vs シャーロット・フレアー○
シャーロットが王座を獲得
- 2017年10月8日 WWE Hell in a Cell 2017

WWEスマックダウン タッグ王座戦
●ニュー・デイ (エグザビアー・ウッズ&ビッグ・E)(w / コフィ・キングストン)(c) vs ウーソズ(ジミー・ウーソ&ジェイ・ウーソ)○
ウーソズが王座を獲得
- 2017年10月8日 WWE Hell in a Cell 2017

フォールズカウントエニウェア形式戦
○ケビン・オーエンズ vs シェイン・マクマホン●
サミ・ゼインがオーエンズの勝利に加担

## トリビア
- WWEのPPV大会であったバッド・ブラッドでは、開催された3大会（1997年、2003年、2004年）の全てのメイン戦でヘル・イン・ア・セルが行われている。